# Klitorisforhud
Klitorisforhuden (lat.: preputium clitoridis) er en hudfold på kvindens ydre kønsorganer der omgiver og beskytter kvindens klitoris. Det er en kort forlængelse af de indre skamlæber og kan anatomisk anses som en del af samme. Klitorisforhuden er homologisk identisk med mandens forhud.

## Anatomi
Som i mandens forhud, er der er ingen standard størrelse eller facon på klitorisforhuden. Nogle kvinder har en stor klitorisforhud der fuldkommen dækker klitoris. Nogle af disse kan trækkes tilbage så klitoris kommer til syne, andre dækker permanent klitoris og kan ikke trækkes tilbage. Andre kvinder har en mindre forhud der på intet tidspunkt dækker hele klitorisen. Relativt sjældent er der tale om klitorisforhudsforsnævring (fimosis), hvor forhuden er så snæver at det kan medføre en del smerter.

## Modifikation
Modifikationer af klitorisforhuden er en relativ sjælden hændelse. Den oftest forekommende modifikation i Vesten og Danmark er en udsmykning af forhuden ved piercing og indsættelse af ring eller andet smykke.
I tilfælde af klitorisforhudsforsnævring kan en plastikoperation bortskære noget af eller hele forhuden. Ligeledes kan overskydende klitorisforhud blive trimmet tilbage hvis kvinden finder det generende under sex eller af æstetisk grunde. I Danmark er kosmetiske operationer på kvinders kønsorganer dog ikke tilladt, når det sker udelukkende af æstetisk-kosmetiske og ikke medicinske grunde. Forbuddet gælder for både børn og voksne.
Rituel fjernelse af klitorisforhud som ved kvindelig kønslemlæstelse (kvindelig omskæring) er forbudt i Danmark, både på børn og voksne kvinder. Indgreb af den slags behandles efter lægelovens § 25, stk. 2, om kvaksalveri, og medfører strafansvar uanset om indgrebet udføres i eller uden for Danmarks grænser.

## Stimulation
Kvinder med større klitorisforhud kan ofte onanere ved at trække forhuden frem og tilbage over klitoris. Kvinder med mindre forhud vil typiske massere klitoris og klitorisforhuden sammen som et hele. Nogle gange er den ubeskyttede klitoris for følsom at berøre med tilbagetrukket klitorisforhud.